# Leon County (Florida)
Das Leon County ist ein County im Bundesstaat Florida der Vereinigten Staaten. Der Verwaltungssitz (County Seat) ist Tallahassee.

## Geographie
Das County hat eine Fläche von 1818 Quadratkilometern, wovon 91 Quadratkilometer Wasserfläche sind. Es grenzt im Uhrzeigersinn an folgende Countys: Jefferson County, Wakulla County, Liberty County und Gadsden County. Zusammen mit den Countys Gadsden, Jefferson und Wakulla bildet das County die Metropolregion Tallahassee.

## Geschichte
Das Leon County wurde am 29. Dezember 1824 aus Teilen des Gadsden County gebildet. Benannt wurde es nach Juan Ponce de León, dem spanischen Eroberer und wohl ersten Europäer der Florida betrat.
Teile des 1936 ausgewiesenen Nationalforstes Apalachicola National Forest erstrecken sich bis in das County.

## Demografische Daten

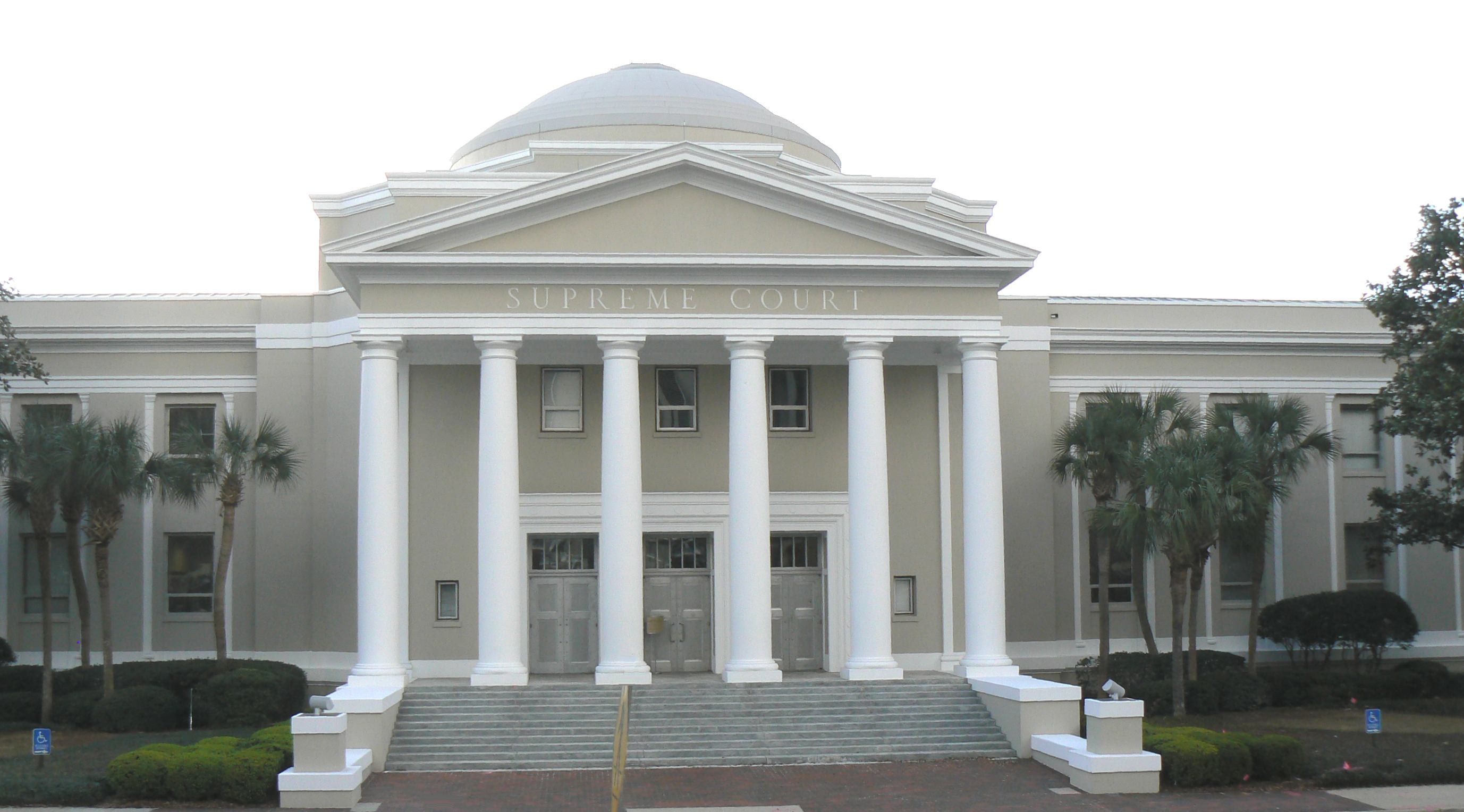
Supreme Court of Florida

Nach der Volkszählung im Jahr 2010 lebten im Leon County 275.487 Menschen in 124.129 Haushalten. Die Bevölkerungsdichte betrug 159,5 Einwohner pro Quadratkilometer. Ethnisch betrachtet setzte sich die Bevölkerung zusammen aus 63,0 % Weißen, 30,3 % Afroamerikanern, 0,3 % Indianern und 2,9 % Asian Americans. 1,3 % waren Angehörige anderer Ethnien und 2,2 % verschiedener Ethnien. 5,6 % der Bevölkerung bestand aus Hispanics oder Latinos.
Im Jahr 2010 lebten in 27,1 % aller Haushalte Kinder unter 18 Jahren sowie 17,5 % aller Haushalte Personen mit mindestens 65 Jahren. 54,9 % der Haushalte waren Familienhaushalte (bestehend aus verheirateten Paaren mit oder ohne Nachkommen bzw. einem Elternteil mit Nachkomme). Die durchschnittliche Größe eines Haushalts lag bei 2,35 Personen und die durchschnittliche Familiengröße bei 2,94 Personen.
26,2 % der Bevölkerung waren jünger als 20 Jahre, 30,5 % waren 20 bis 39 Jahre alt, 23,4 % waren 40 bis 59 Jahre alt und 14,4 % waren mindestens 60 Jahre alt. Das mittlere Alter betrug 30 Jahre. 47,6 % der Bevölkerung waren männlich und 52,4 % weiblich.
Das jährliche Durchschnittseinkommen eines Haushalts betrug 45.915 USD, dabei lebten 22,8 % der Bevölkerung unter der Armutsgrenze.
Im Jahr 2010 war Englisch die Muttersprache von 91,15 % der Bevölkerung, Spanisch sprachen 4,20 % und 4,65 % hatten eine andere Muttersprache.

## Kultur und Sehenswürdigkeiten

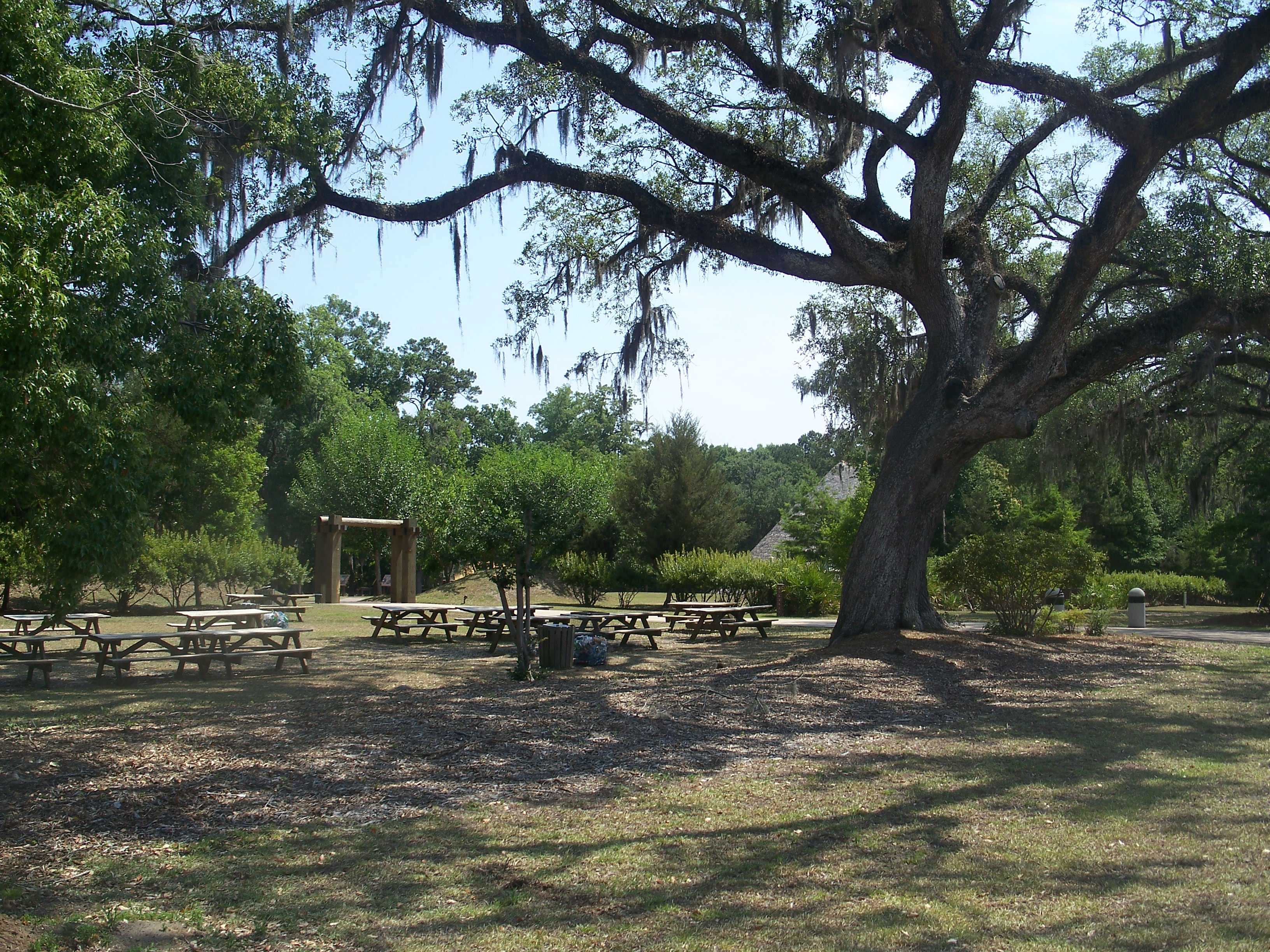
San Luis de Talimali (2011). Die franziskanische Mission entstand in den 1650er Jahren in der damaligen spanischen Kolonie Florida. Um ihre Eroberung und Weiternutzung durch herannahende Muskogee und englische Kolonisten zu unterbinden, wurde sie 1704 durch die Ordensbrüder zerstört. Im Oktober 1960 erhielt das Gelände den Status eines National Historic Landmarks zuerkannt. Im Oktober 1966 folgte der Eintrag in das NRHP.

71 Bauwerke, Stätten und historische Bezirke (Historic Districts) im Indian River County sind im National Register of Historic Places („Nationales Verzeichnis historischer Orte“; NRHP) eingetragen (Stand 1. Februar 2023), darunter hat die Mission San Luis de Talimali den Status eines National Historic Landmarks („Nationales historisches Wahrzeichen“).

## Weiterführende Bildungseinrichtungen
- Capital Culinary Institute in Tallahassee
- Florida Agricultural & Mechanical University in Tallahassee
- Florida State University in Tallahassee
- Keiser College in Tallahassee
- Smith Chapel Bible College in Tallahassee
- Tallahassee Community College in Tallahassee

## Orte im Leon County
Orte im Leon County mit Einwohnerzahlen der Volkszählung von 2010:
City:
- Tallahassee (County Seat) – 181.376 Einwohner

Census-designated place:
- Woodville – 2.978 Einwohner